# Arizona (film, 1931)
Pour les articles homonymes, voir Arizona (homonymie).
Pour plus de détails, voir Fiche technique et Distribution.
Arizona est un film américain réalisé par George B. Seitz, sorti en 1931.

## Synopsis
Après le match annuel entre l'armée de terre et la marine, Bob Denton, le joueur vedette de l'équipe de West Point, met fin à sa relation avec Evelyn Palmer en lui annonçant qu'il ne l'aime plus. Elle prend les choses calmement et lui demande de passer une dernière nuit ensemble, mais il refuse en prétextant qu'il doit se rendre au bal avec son meilleur ami, le Colonel Bonham, qui est venu de l'Arizona pour le voir jouer. Furieuse, Evelyn décide de se venger. Lors du bal, elle participe à la vente aux enchères du ballon qui a servi au match, en concurrence avec le colonel, mais ce dernier l'emporte. Le colonel, ne connaissant pas les relations entre la jeune femme et son ami, tombe amoureux d'Evelyn et lui demande de l'épouser et de l'accompagner en Arizona. Y voyant une façon de se venger, elle accepte. Arrivés en Arizona, Bonham et Evelyn font venir Bonita, la sœur de celle-ci qui faisait des études dans l'Est. À la sortie de l'académie militaire, Bob est affecté au régiment de Bonham, mais ce dernier ne lui avait pas donné le nom de sa femme et Bob est surpris de découvrir qu'il s'agit d'Evelyn. Bob ne dit rien, mais il tombe rapidement amoureux de Bonita. L'attitude d'Evelyn envers leur relation pousse Bonita et Bob à garder leur mariage secret après leur fuite au Mexique. Pour se venger, Evelyn dit à Bonham que Bob a essayé de l'embrasser et pousse ainsi ce dernier à démissionner. Mais, alors qu'il va quitter son poste, Bonita avoue son mariage à sa sœur, et celle-ci, réalisant son erreur, confesse sa machination à son mari. 

## Fiche technique
- Titre original : Arizona
- Titre anglais : The Virtuous Wife
- Réalisation : George B. Seitz
- Scénario : Robert Riskin, d'après la pièce Arizona d'Augustus Thomas
- Direction artistique : Stephen Goosson
- Photographie : Ted Tetzlaff
- Son : Glenn Rominger
- Montage : Gene Milford
- Musique : Mischa Bakaleinikoff
- Production : Harry Cohn
- Société de production : Columbia Pictures
- Société de distribution : Columbia Pictures
- Pays d'origine :  États-Unis
- Langue originale : anglais
- Format : noir et blanc — 35 mm — 1,37:1 — son Mono
- Genre : drame
- Durée : 70 minutes
- Date de sortie :
  - États-Unis : 27 juin 1931

## Distribution
- Laura La Plante : Evelyn Palmer Bonham
- John Wayne : Lieutenant Bob Denton
- June Clyde : Bonita Palmer
- Forrest Stanley : Colonel Frank Bonham
- Nina Quartero : Conchita
- Adrian Morris (non crédité) : un officier